# مملكة لومبارديا فينيشيا
مملكة لومبارديا فينيشيا هي مملكة في شمال إيطاليا وجزءاً من الإمبراطورية النمساوية، تأسست بعد هزيمة نابليون، وفقاً لقرارات مؤتمر فيينا في 9 يونيو/ حزيران 1815، ألغيت المملكة عندما ضم ما تبقى منها إلى مملكة إيطاليا في عام 1866.
ضم مؤتمر فيينا أراضي لومبارديا (التي حكمها آل هابسبورغ منذ القرن 16 من طرف الفرع النمساوي من العائلة (1713-1796) وفينيشيا (التي كانت تحت الحكم النمساوي بشكل متقطع منذ عام 1797) في وحدة واحدة تحت حكم هابسبورغ النمساوية.
إدارياً، ضمت المملكة حكومتين مستقلتين في القسمين. شملت لومبارديا مقاطعات ميلان وكومو وبيرغامو وبريشيا وبافيا وكريمونا ومانتوفا ولودي-كريما وسوندريو. بينما ضمت فينيشيا مقاطعات البندقية وفيرونا وبادوفا وفيتشنزا وتريفيزو وروفيغو وبيلونو وأوديني.
أول من حكم المملكة كان فرانتس منذ 1815 إلى وفاته في عام 1835 وتلاه فرديناند 1835-1848.
بعد ثورة شعبية في 22 مارس/ آذار 1848 (خمسة أيام من ميلان) فر النمساويون من ميلان، والتي أصبحت عاصمة حكومة لومبارديا المؤقتة، وفي اليوم التالي ثارت البندقية ضد النمساويين وتشكلت حكومة البندقية المؤقتة. دخل النمساويون ميلان بعد هزيمة القوات السردينية في كوستوزا في 24 - 25 يوليو/ تموز 1848 يوم 6 آب / أغسطس والبندقية يوم 24 أغسطس/ آب 1849 واستعادة الحكم النمساوي.
حكم فرانتس يوزف المملكة لبقية عهدها. خدم أخوه الأصغر ماكسيميليان والذي أصبح فيما بعد إمبراطور المكسيك كنائب الملك في ميلان بين 1857 و1859.
ضمت لومبارديا إلى الدولة الإيطالية الحديثة في عام 1859 بموجب معاهدة زيوريخ بعد حرب الاستقلال الإيطالية الثانية وتم التنازل عن فينيشيا إلى مملكة إيطاليا في عام 1866 في أعقاب حرب الأسابيع السبعة بموجب معاهدة براغ.

## ملوك لومبارديا وفينيشيا
| الاسم                                    | الفترة    | ملاحظات                  |
| ---------------------------------------- | --------- | ------------------------ |
| فرانتس الأول من النمسا                   | 1814-1835 | دوق ميلانو سابقاً         |
| الأمير هاينريش الخامس عشر من رويس-بلاوين | 1814-1815 | نائب فرانتس الأول        |
| الكونت فريدريك هاينريش فون بيليغارد      | 1815-1816 | نائب فرانتس الأول        |
| الأرشيدوق أنطون فيكتور من النمسا         | 1816-1818 | نائب فرانتس الأول        |
| الأرشيدوق راينر من النمسا                | 1818-1835 | نائب فرانتس الأول        |
| فيرديناند الأول من النمسا                | 1835-1848 | ابن فرانتس الأول         |
| الأرشيدوق راينر من النمسا                | 1835-1848 | نائب فيرديناند الأول     |
| فرانتس يوزف من النمسا                    | 1848-1859 | ابن شقيق فيرديناند الأول |
| الكونت يوزف رادتزكي فون رادتس            | 1848-1857 | نائب فرانتس جوزيف        |
| الأرشيدوق ماكسيمليان                     | 1857-1859 | نائب فرانتس جوزيف        |